# Hetényi Ernő
Hetényi Ernő, Heidelberg, szül. Heidel Ernő Albert Lajos, Hetényi-Heidelberg Ernő, Ernest Hetenyi (Budapest, Terézváros, 1912. február 13. – Budapest, 1999. szeptember 17.) író, költő, műfordító, orientalista, tibetológus, buddhológus.

## Élete
Hetényi-Heidelberg Albert és Heidel Erzsébet törvénytelen fiaként született a Terézvárosban. 1928-ban kormányzói rendelkezéssel törvényesítették.
Hetényi Ernő már 1936-ban buddhológiával foglalkozott, és számos könyvet írt a témáról, Tibetről. 1953. március 29-én beavatták az Árja Maitréja Mandalába. Munkásságával elősegítette, hogy a magyarországi buddhista rend létszáma folyamatosan bővült. A rend első felsőoktatási intézményét Európában 1956-ban alapította meg Budapesten, melynek neve Kőrösi Csoma Sándor Buddhológiai Intézet.
Kiépítette és megszilárdította az első magyar buddhista vallási közösséget, felhasználta külföldi kapcsolatait annak érdekében, hogy stabilizálja a közösség anyagi helyzetét, és az eltelt évek alatt önálló, autonóm vallási közösséget hozott létre amely részrehajlás nélkül képes a különböző buddhista irányzatok és iskolák képviseletére.
„Koncepciója szerint az érdeklődőknek a Buddha tanításával, mint egységes egésszel ajánlatos megismerkedniük, és hozzá kell jutniuk a buddhizmus szent irataihoz és irodalmához, hogy a Tanítást mindennapi életük eleven gyakorlatává tehessék. Ez tette szükségessé a Kőrösi Csoma Sándor Buddhológiai Intézet létrehozását, melyet a Buddhista Misszió és az Árja Maitréja Mandala Rend közösen alapított meg a 2500 éves Buddha-évforduló (Dzsajantí) ünnepségei keretében 1956-ban Berlinben.”

## Művei
- Hetényi-Heidelberg Ernő: Könnyek és énekek. Versek; Stylus, Nádudvar–Bp., 1937
- Hetényi-Heidelberg Ernő: Pogány zsoltár. Versek; Nagy Vince, Bp., 1941
- Estéli József–Hetényi Ernő: Kőrösi Csoma Sándor dokumentáció; Alexander Csoma de Kőrös Institute for Buddhology, Bp., 1982, ISBN 9789630006385
- Mudrák és szimbólumok; Buddhista Misszió, Bp., 1983
- A meditáció ösvénye; Buddhista Misszió, Bp., 1983
- Hetényi Ernő: Tibeti mítoszok / Szabó Tibor: A 84 Mahásiddha; Buddhista Misszió, Bp., 1984
- Buddhista szótár; szerk. Hetényi Ernő; Buddhista Misszió, Bp., 1984
- Alexander Csoma de Körös. The Hungarian Bodhisattva. Budapest, 1984
- Buddhizmus a buddhológia tükrében Eredeti forrásmunkák és C. Régamey tanulmányai alapján; Laude, Bp., 1989

### Fordítások, összeállítások
- E. Herrigel Bungaku Hakushi: Az íj és nyíl ösvénye; ford. Hetényi Ernő; Kőrösi Csoma Sándor Buddhológiai Intézet, Bp., 1981
- A tus és ecset ösvénye; E. Reimers munkája alapján összeáll. Hetényi Ernő; Kőrösi Csoma Sándor Buddhológiai Intézet, Bp., 1981
- A Vajrayana misztikus ikonográfiája; a Háromszáz Ikon (sKu-brNan Sum-brGya) alapján, B. Ch. Olschak, Geshé Thupten Wangyal adatainak fölhasználásával összeáll. Hetényi Ernő; Kőrösi Csoma Sándor Buddhológiai Intézet, Bp., 1982
- Tetteki tosui "Vasfurulya". 100 zen-koan; szöveg Genro, Fugai, Nyogen Senzaki, ford. Hetényi Ernő; Kőrösi Csoma Sándor Buddhológiai Intézet, Bp., 1982
- Buddha, Dharma, Sangha; eredeti forrásművek és P. Carus munkája alapján összeáll. Hetényi Ernő; Buddhista Misszió, Bp., 1982
- Arya Maitreya Mandala. Puja; Anagarika Govinda útmutatása alapján összeáll., ford. lama Dharmakirti Padmavajra (Hetényi Ernő); Buddhista Misszió, Bp., 1982
- Buddha, Dharma, Sangha. A megvilágosodott élete, tana és közössége; eredeti forrásművek és P. Carus munkája alapján összeáll. Hetényi Ernő; Kőrösi Csoma Sándor Buddhológiai Intézet, Bp., 1983
- W. Y. Evans-Wentz: Tibeti yoga és titkos tanítások; ford. Hetényi Ernő; Buddhista Misszió, Bp., 1983
- Tibeti halottaskönyv. A halál utáni átmeneti állapotból hallás útján való megszabadulás yogája; Kazi Dawa-Damdup lama fordítása, W. Y. Evans Wentz összeállítása alapján ford. Hetényi Ernő; Buddhista Misszió, Bp., 1984
- Wei-Lang: A hatodik patriárcha sútrája; ford. Hetényi Ernő; Buddhista Misszió, Bp., 1984
- lama Anagarika Govinda: Om ma-nDi pad-me húm A Vajrayána misztika a "Hat Szent Szótag" ezotérikus tanai alapján; ford. Hetényi Ernő; Buddhista Misszió, Bp., 1984
- Milarépa / Rechung-pa; ford. Hetényi Ernő; Buddhista Misszió, Bp., 1985
- Pad-ma 'byun-gnas: A nagy felszabadulásról szóló tibeti könyv avagy A Nirvána megvalósításának módja a szellem megismerése által; közrem. C. G. Jung, W. Y. Evans-Wentz, ford. Hetényi Ernő; Buddhista Misszió, Bp., 1985
- Hindu halottaskönyv; ford. Hetényi Ernő; Buddhista Misszió, Bp., 1985
- Anagarika Govinda lama: Meditációs gondolatok; ford. Hetényi Ernő; Buddhista Misszió, Bp., 1986
- Az Aranyvirág titka. Egy ősi kínai yoga-könyv; ford. Hetényi Ernő, Pressing Lajos; Buddhista Misszió, Bp., 1987
- Meditációs képek; szöveg, rajz lama Anagarika Govinda, ford. Hetényi Ernő; Buddhista Misszió, Bp., 1987
- Jí Csing / A változás könyve Ősi kínai jóskönyv; ford., összeáll. Beőthy Mihály és Hetényi Ernő; Háttér, Bp., 1989 (Háttér könyvek)
- Tibeti halottaskönyv. A halál utáni átmeneti állapotból hallás útján való megszabadulás yogája; Kazi Dawa-Samdup lama fordítása, W. Y. Evans-Wentz összeállítása alapján ford. Hetényi Ernő; Háttér, Bp., 1991, ISBN 978-9637455339
- Tibeti tanítók titkos tanításai; vál., ford., kieg. Hetényi Ernő, előszó Benedek István; Trivium, Bp., 1994
- Hindu halottaskönyv; ford. Hetényi Ernő; Trivium, Bp., 1994
- A Nirvána megvalósítása. Padmaszambhava guru tibeti könyve a nagy felszabadulásról; ford., kieg. Hetényi Ernő; Trivium, Bp., 1995